# Russian Business Network
Das sogenannte Russian Business Network (RBN) ist ein Internetdienstanbieter (Provider) mit Sitz im russischen Sankt Petersburg. Ein großes Netz von Tochterunternehmen hat seine Sitze unter anderem auf den Seychellen, in Panama, der Türkei, der Volksrepublik China und Großbritannien.
RBN-Rechner sind teilweise mit denen von Unternehmen wie AkiMon sowie SBT-Tel vernetzt, deren Uplink Silvernet über Anschlüsse an großen Rechnerknoten wie MSK-IX verfügen.
Details über den Provider sind kaum bekannt. Es ist keine registrierte Gesellschaft, die Eigentümer sind nur mit den Spitznamen flyman und $ash bekannt und die einzige Zahlungsmöglichkeit sind anonyme elektronische Transaktionen.

## Verbindungen zur organisierten Internetkriminalität
Die Zeitschrift C’t ordnet den Provider der Gruppe der Rogue ISPs zu, die ihre kriminellen Kunden vor dem Zugriff von Justizbehörden schützen und welche deren Dienstleistungen auch dann weiter betreiben, wenn sich Beschwerden häufen. Zu den Angeboten von Kunden von RBN gehören Affiliatensysteme wie iFramecash.net und Rock-Phish-Crew. Zu den von RBN genutzten Techniken gehören Fast-Flux-Botnetze (schneller Wechsel), welche IP-Spuren verwischen sollen. RBN verwendet Schadsoftware wie MPack-Kit, Sturmwurm-Bot, Gozi-Bot, Torpig oder 76Serve. Diese vermietbare Bot-Armee-Software dient der Ausspähung von Kreditkartendaten und persönlichen Daten zum Zwecke des Identitätsdiebstahls.
Dem Provider wird vorgeworfen, seine Dienste vor allen Dingen Kriminellen anzubieten und auch auf deren Bedürfnisse zuzuschneiden. Diverse Angriffe wurden durch Rechner aus dem Netz des RBN ausgeführt oder von dort koordiniert. Ebenso soll das RBN Server betreiben, von denen Phishing- und Spam-Mails und Kinderpornografie verbreitet werden. Die Server von kinox.to (einer Nachfolgeseite von kino.to) sollen bei einem Unternehmen stehen, das nach Medienberichten mit RBN verbunden ist.
Im Kaukasus-Konflikt 2008 wurden viele informationstechnische Systeme insbesondere in Georgien durch RBN in ihrer Erreichbarkeit massiv gestört.